# Akihiro Nishimura (Fußballspieler)
Akihiro Nishimura (jap. 西村 昭宏, Nishimura Akihiro; * 8. August 1958 in der Präfektur Osaka) ist ein ehemaliger japanischer Fußballspieler und -trainer.

## Karriere

### Spieler

#### Verein
Akihiro Nishimura erlernte das Fußballspielen in der Universitätsmannschaft der Osaka University of Health and Sport Sciences. Vom 1. Februar 1981 bis 30. Juni 1991 stand er bei Yanmar Diesel unter Vertrag.

#### Nationalmannschaft
1980 debütierte Nishimura für die japanische Fußballnationalmannschaft. Nishimura bestritt 49 Länderspiele und erzielte dabei zwei Tore.

### Trainer
Seine erste Trainerstation war die des Nationaltrainers der japanischen U20-Nationalmannschaft. Hier stand er vom 1. April 1999 bis 30. Juni 2001 an der Seitenlinie. Am 1. September 2001 wurde er Co-Trainer bei seinem ehemaligen Verein, dem Erstligisten Cerezo Osaka. Am 5. November 2001 übernahm er den Posten des Cheftrainers bei Cerezo. Ende 2001 stieg Cerezo in die zweite Liga ab. 2002 wurde er mit Cerezo Vizemeister und stieg direkt wieder in die erste Liga auf. Bei Cerezo stand er bis zum 6. Oktober 2003 unter Vertrag. Von Februar 2004 bis Mitte Juni 2004 stand er beim Zweitligisten Kyōto Sanga unter Vertrag. Im Dezember 2004 kehrte er zu Cerezo zurück. Hier übernahm er bis 30. Mai 2005 die Position des Managers. 2014 übernahm er den Igosso Kochi als Cheftrainer. Bis zur Auflösung des Vereins im Januar 2016 stand er als Cheftrainer an der Seitenlinie. Der Nachfolgeverein Kōchi United SC übernahm ihn als Trainer bis Jahresende. Seit dem 1. Februar 2017 ist er sportlicher Leiter des Vereins. Am 1. Februar 2020 übernahm er zusätzlich das Amt des Cheftrainers.

## Erfolge

### Trainer
Cerezo Osaka
- J.League Division 2: 2002 (Vizemeister)  ▲

## Auszeichnungen

### Spieler
- Japan Soccer League Best Eleven: 1982